# Хут, Михаэль
Михаэль Хут (нем. Michael Huth; род. 2 сентября 1969 года в Дрездене, ГДР) — немецкий тренер по фигурному катанию, в прошлом восточно-германский фигурист, выступавший в одиночном разряде. Чемпион ГДР 1988 года, участник Олимпийских игр 1988 года.

## Спортивная карьера

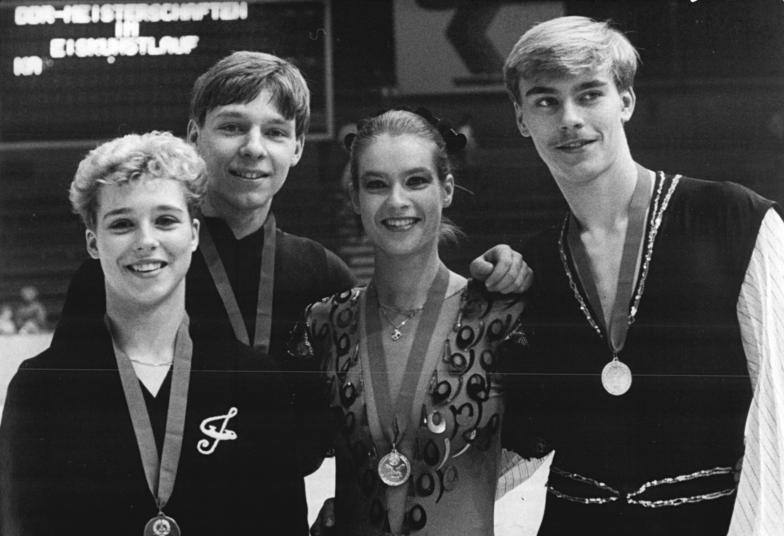
Михаэль Хут (крайний справа) с другими победителями чемпионата ГДР 1988 года: Катариной Витт (в центре), Пегги Шварц (слева) и Александером Кёнигом.

Михаэль Хут начал заниматься фигурным катанием в возрасте пяти лет. Сначала, в Дрездене, а затем в Карл-Маркс-Штадте у известного тренера Ютты Мюллер. Специализировался как в одиночном, так и парном катании. В 1988 году Хут выиграл чемпионат ГДР в одиночном разряде и вошёл в сборную страны на Олимпийские игры в Калгари, где занял 23-е место.

## Тренерская карьера
После окончания любительской спортивной карьеры Михаэль Хут изучал спортивную науку в Мюнхенском техническом и Кёльнском университетах.
В настоящее время работает тренером федерального тренировочного центра по фигурному катанию в Оберстдорфе. Тренирует, преимущественно, одиночников. Наиболее известен по работе с бронзовым призёром Олимпийских игр (2014), чемпионкой мира (2012) и пятикратной чемпионкой Европы (2007, 2008, 2010, 2012 и 2013) Каролиной Костнер (Италия), которую тренирует с небольшим перерывом всю её карьеру, и чемпионом Европы (2008) Томашем Вернером (Чехия). Кроме того, работает или работал с Эвелин Гроссманн, Антоном Ковалевским, Аннетт Дитрт и многими другими.

## Спортивные достижения

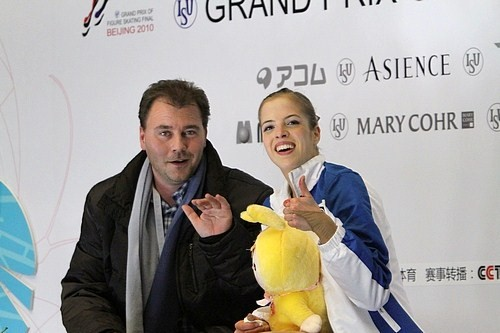
Михаэль Хут с Каролиной Костнер.

| Соревнования            | 1988 |
| ----------------------- | ---- |
| Зимние Олимпийские игры | 23   |
| Чемпионаты Европы       | 17   |
| Чемпионаты ГДР          | 1    |